# Histoire de la route en Gaule au haut Moyen Âge
Le haut Moyen Âge couvre en Gaule une période courant de l’an 500 à l’an mille. À la fin de la domination romaine, la Gaule dispose d’un réseau de voies romaines de bonne qualité, structuré en étoile à partir de Lyon vers les côtes maritimes et les ports. L’histoire des routes de Gaule au Haut Moyen Âge se caractérise par contre par un rapide déclin de ce réseau.
À partir du milieu du IIIe siècle commencent les invasions barbares qui vont provoquer la ruine de l'ancienne civilisation mais aussi l’abandon de l'usage et de l'entretien des voies romaines. Peu de documents permettent d’attester de la réalité de l’état des voies de l’époque, à tel point que longtemps les historiens ont considéré qu’il y avait eu un abandon pur et simple. Mais des études récentes ont montré que ce n’était pas si évident. 
Si l’époque mérovingienne est bien caractérisée par le morcellement du royaume, l’abandon de toute puissance publique centralisée et donc de toute commande unifiée relative aux routes, force est de constater que certaines voies romaines  subsistèrent. Pendant la période carolingienne, Charlemagne et ses successeurs tentèrent une reprise en main en rétablissant d’une part la coutume de la corvée et en ordonnant de reconstruire certains ouvrages et en les contrôlant avec certains missi dominici. Mais ceci n’est que ponctuel et eut, dans l'ensemble, peu d’effet.
À côté de ce qui subsiste de l'œuvre routière romaine apparut un nombre considérable de petits chemins de terre ne servant qu'à desservir un lieu proche. C’est ce que l’on nomma le « chevelu médiéval »[réf. souhaitée]. Parallèlement les moyens de transports évoluèrent, en fin de période apparurent des moyens de transports plus puissants, donc plus lourds et plus agressifs pour les routes. Ce fut le prélude à de futurs changements.

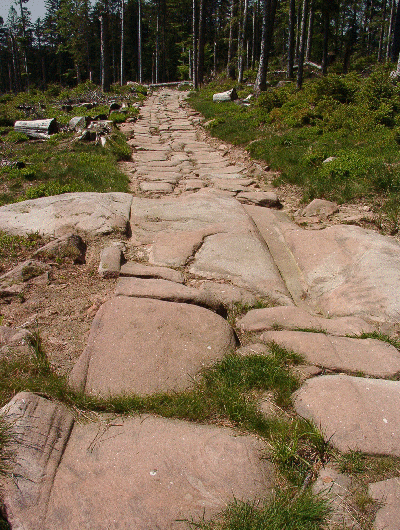
Les voies romaines en Gaule.

## État du réseau des voies romaines auIIIesiècle
Pour réaliser l’unification politique, Rome a créé un réseau interurbain à longue distance, surtout stratégique et administratif, reliant Rome aux autres villes romaines. La création de voies romaines, constituée de quatre couches successives (de sable, puis de pierres cimentées, supportant elles-mêmes un autre ciment sur lequel viennent se poser le dallage) a cependant souvent repris des itinéraires gaulois, comme l'atteste la rapidité des communications avant et pendant la conquête de la Gaule. La première des voies romaines en Gaule est la voie Domitienne, débutée en 118 avant Jésus-Christ, afin de relier l'Italie à la Péninsule ibérique via les Alpes et les Pyrénées, dans un but avant tout stratégique. 
Ce réseau était de bonne qualité. Il comprenait des voies publiques et des voies secondaires, et était périodiquement reconstruit. Il avait un but précis : permettre à l’armée et aux courriers postaux de se déplacer rapidement. Le transport des marchandises, essentiellement pratiqué sur les mers et les fleuves, était visiblement secondaire par rapport à ces impératifs essentiellement militaires, ce qui explique en particulier le tracé rectiligne de ces voies, l’espacement régulier des hautes bornes milliaires visibles de loin, des relais tous les neuf à douze kilomètres, des étapes tous les deux ou trois relais, suivant le relief. La dernière borne datée est de 435 en Narbonnaise, la dernière reconstruction de route connue est de 469.
L’organisation dépendait alors de l'État tant pour la construction que pour l'organisation du cursus publicus, la poste d'État. La puissance publique avait donc un droit de réquisition pour les corvées de construction ou de réparation et fournissait les esclaves pour les courriers à pied, mais elle obligeait les populations à fournir fourrages, chevaux de renfort et mules aux relais et aux auberges. Les fonctionnaires publics donnaient des autorisations écrites de transport gratuit appelées evectiones aux courtiers et aux personnages officiels se rendant d'une province à une autre.
Le point de départ du réseau était Lyon, d’où partaient en étoile les grandes voies vers les côtes maritimes et les ports. Il n’existait toutefois pas de véritables transversales, sauf pour franchir les Pyrénées et les Alpes. Pour assurer une meilleure défense en profondeur, des étoiles régionales sont en outre apparues au IIIe siècle autour des villes fortifiées. De plus les réseaux secondaires aujourd'hui mal connus étaient importants. Les plus indispensables sont peut-être ceux qui desservaient les ferrières d'Armorique, d'Anjou et du Berry, ou les puits de sel de Lorraine et du Jura.

## Période mérovingienne (500-750)

### Le déclin des voies romaines
À partir du milieu du IIIe siècle, commencèrent les invasions barbares. Les Francs, les Alamans, les Saxons, les Huns, les Avars, les Bulgares, les Germains, les Goths ou les Vandales rencontrèrent, envahirent, pillèrent et déstabilisèrent l'Empire romain. Ces invasions réitérées provoquèrent la ruine de l'ancienne civilisation et l'usage et l'entretien des voies romaines tomba en désuétude. 
Or la voirie romaine, bien plus encore que les voies modernes aux revêtements étanches, avait un besoin constant d’entretien. Il a été longtemps admis que, faute d'entretien, beaucoup de ces chaussées cessèrent rapidement d'être carrossables quoi qu’on ait pu dire de leur consistance. Même lorsqu’elles étaient en béton ou en vrais pavés, leur état se dégrada rapidement, car les fossés et le système d’écoulement des eaux n'étaient plus continuellement entretenus, sans parler des aqueducs et des ponts. Les seuls ouvrages qui ont bien résisté sont ceux fondés sur le roc. Sur les grands fleuves, il n'en reste plus de traces, même si l’on retrouve parfois encore des pieux de fondation lors de travaux dans leur lit (comme à Blois). La plupart de ces ponts étaient en bois, comme ceux construits par César sur la Saône ou le Rhin, ou des ponts de bateaux comme à Arles .
Une autre explication donnée à l'abandon des voies romaines est le grignotage lent et insidieux des paysans poussant leur charrue aux dépens de la chaussée. Cette pratique devait être courante, mais elle n'alla jamais, sauf exception, jusqu'à la disparition totale de la voie qui jouait le rôle de limite. Même si le laboureur gagnait lentement quelques pieds, il restait toujours un sentier ou une ligne de partage. La cause essentielle de l’abandon de la route n'était pas l'avidité du cultivateur, mais l'inutilité de l’axe routier abandonné par ses habituels utilisateurs.
Ainsi Albert Grenier, résume la situation en qualifiant le Moyen Âge de « décrépitude progressive des routes ». Toutefois des études récentes, basées sur l'examen des campagnes militaires, des cortèges nuptiaux ou des récits de pèlerins de cette époque, montrent que certains grands axes romains ont de fait subsisté. Les grandes batailles ont toujours lieu près des voies romaines : la bataille des champs Catalauniques, Vouillé, au Ve siècle et Vinchy, Poitiers ou Roncevaux. Le rôle militaire des voies romaines était donc toujours fondamental. De même, le cursus publicus était toujours en place, même si les Francs utilisaient les réquisitions de manière excessive et ruineuse. Les lettres de transport existaient toujours et le formulaire de Marculfe, écrit à Saint-Denis avant 735, prouve son maintien tout autant que la célèbre lettre d'exemption de taxes pour les charretiers de Corbie qui doivent se rendre à Fos en 716. Les rares actes mérovingiens qui nous donnent des limites de terres constituées par une « voie publique » prouvent que les voies en question existaient.

### Chaussées de Brunehault
Il n’existe que peu de documents sur la période mérovingienne établissant un intérêt de la puissance publique pour les routes. Ainsi la dénomination de chaussées de Brunehault, donnée à quelques portions de chemins qui le plus souvent ont fait partie des voies romaines, ou plutôt de voies gauloises, peut-être établies sur des pistes néolithiques, restaurées et entretenues par les Romains. 
Les chaussées Brunehaut, du nom de Brunehaut, reine d’Austrasie de la fin du VIe siècle, sont des routes droites que l’on rencontre dans le nord de la France et la Belgique. Jean d'Outremeuse écrit en 1398 : « en l’an 526, commença à faire la reine Brunehaut moult de merveille par nécromancie, et fit une chaussée toute pavée de pierres du royaume, d’Austrasie jusqu’au royaume de France et de Neustrie, jusqu’en Aquitaine et en Bourgogne. Et tout cela fut fait en une nuit, et le fit faire par les esprits malins, comme Virgile faisait en son temps. Cette chaussée sert toujours, nous la nommons chaussée Brunehaut ».
Si on porte sur une carte les routes très nombreuses qui portent depuis le Moyen Âge le nom de Brunehaut, il apparaît que toutes ces chaussées sont en pays de langue romane et les plus anciennes mentions se rencontrent en Artois et en Picardie.
En tout cas on ne peut que rêver quand on considère l’extraordinaire étoile routière toujours bien visible autour de Bavay (où l’on a placé à juste titre la statue de Brunehaut) et aussi les gigantesques alignements, en pointillé, des chaussées Brunehaut, de Thérouanne à Arras puis à Saint-Quentin, Laon, Reims, des environs de Boulogne-sur-Mer vers Saint-Just-en-Chaussée, et de Courtrai à Saint-Quentin, Soissons, Provins et Sens. Tout ceci montre que les voies romaines se sont particulièrement bien conservées dans le nord-est de la France à l’époque mérovingienne, puis carolingienne, jusqu’aux invasions normandes.

### Le capitulaire de DagobertIer
Un autre témoignage écrit isolé de l’intérêt pour les routes est un capitulaire de Dagobert Ier, qui réunit en 628 tout l'empire des Francs. Ce capitulaire a seulement pour objet de punir les dégradations faites sur les chemins. La peine est une amende proportionnée à l'importance de ces chemins, qui sont partagés en trois classes, via publica, via convicinalis et semita. La première de ces classes semble correspondre aux grands chemins qui furent nommés plus tard chemins royaux.

### Moyens de transports
Le moyen de transport le plus courant est le char attelé à traction animale. Les voitures attelées utilisées sont légères. Le char à quatre roues, la carruca, permet en particulier d’acheminer hommes et marchandises. Le dromadaire, probablement importé d'Espagne, est également utilisé comme bête de somme pendant la période mérovingienne. En absence de collier ou de joug[réf. nécessaire], iI permettait ainsi de porter deux cents kilos au minimum au lieu d'une centaine de kilogrammes pour un cheval de bât. Ses longues pattes lui permettent, de plus, de passer beaucoup mieux les gués pavés que les chevaux ou les mules. Son utilisation disparut, semble-t-il, à l'époque carolingienne.

## Période carolingienne (750-1000)

### Une amélioration des communications avec Charlemagne
Vers la fin du VIIIe siècle, l’action de Charlemagne mit un coup d'arrêt au morcellement et à la décadence de la société politique. Son empire est même tellement vaste que la Gaule n'en forme que la partie centrale. Pendant que les frontières étaient protégées et étendues par des guerres victorieuses à l'est, au nord et au midi, la Gaule, qui devint plus tard la France, put alors jouir d'une paix profonde. Elle profita donc d'autant plus des soins donnés par Charlemagne au gouvernement intérieur. Dirigeant tout par ses envoyés, les missi dominici, se transportant souvent lui-même d'un bout à l'autre de l'empire, et ayant une haute intelligence des besoins des peuples, il attacha une grande importance à la facilité des communications. C'est ce qui résulte, non seulement de ses propres capitulaires, mais plus encore de ceux de ses premiers successeurs , qui tentèrent en cela de suivre ses traditions.
Les mesures prises par Charlemagne et ses successeurs s'efforcèrent d'abord de protéger le voyageur et, par la même occasion, l'homme libre qui se rendait à une convocation à l'ost en interdisant que l'on refuse l'hospitalité, le feu, un toit et de l'herbe pour le cheval. Elles interdisaient la levée d'un « pontage » ou autre tonlieu sur les ponts, puisque les anciens servent à entretenir les ponts déjà construits.

### Réactivation de la coutume de la corvée
Toutefois les monarques carolingiens semblent s'être moins proposé d'édicter des dispositions nouvelles que de faire respecter les lois déjà existantes. Suivant un capitulaire de 793, on se borna à invoquer et à remettre en vigueur l'ancienne coutume, qui obligeait les populations à exécuter les travaux de construction des ponts, d'établissement des chaussées et de restauration des chemins sur l'ordre et sous la direction des comtes et de leurs officiers. Personne ne devait en être exempté. Il y avait des ponts qui se construisaient par ban ou corvée, et un capitulaire de 819 punit d'une amende de quatre sols au profit du trésor public quiconque n'aura pas répondu au ban. En 823, Louis le Pieux ordonna la réparation ou reconstruction immédiate, à moins d'empêchement par force majeure, de tous les ponts qui devaient être construits par ordre de son père ou qui existaient antérieurement, par ceux qui les construisirent alors ; il prescrivit en outre à ses commissaires de rendre un compte détaillé de l'exécution de cette ordonnance. Ce capitulaire fut sans doute mal observé, car six ans plus tard l'empereur en publia un autre, pour demander compte à ceux qui avaient méprisé ses ordres souverains à ce sujet, aux comtes qui avaient négligé de faire exécuter les travaux par les populations locales, enfin à ceux qui avaient perçu des péages illégaux. Même injonction en 830, pour la restauration de douze ponts sur la Seine; l'empereur prescrit de les rétablir là où ils étaient vraiment nécessaires, nonobstant l'opposition mal fondée de ceux qui prétendraient ne devoir les reconstruire que dans leur ancien emplacement.

### L’action des missi dominici
En 819, les commissaires impériaux, missi dominici, sont invités à se concerter dans chaque ville avec l'évêque et le comte, pour y choisir des commissaires chargés de veiller à la réparation des ponts . 
Des missi dominici sont spécialement chargés de surveiller les routes et les auberges. En 853, Charles II le Chauve expliquait fort bien comment la « fonction publique » de restaurateur de pont est organisée : « Pour la restauration des ponts, là où ils existent de toute antiquité, on les restaurera selon les capitulaires de notre grand-père et de notre père, à savoir par ceux qui tiennent des honneurs, grâce auxquels autrefois, les ponts avaient été fabriqués et restaurés ». Ainsi au système de la réquisition des paysans par la corvée, les Carolingiens ont ajouté la désignation de responsables des ponts qui tirent l'argent et les matériaux nécessaires de terres fiscales qui leur ont été confiées. Avec l'argent des tonlieux, les ponts et les routes durent être entretenus .

### Faiblesse du pouvoir des successeurs de Charlemagne
Charles II le Chauve ordonne en 854 la restauration des ponts, selon les capitulaires de son aïeul et de son père, par ceux qui ont hérité des bénéfices et de la charge de ces ouvrages.
Malheureusement la faiblesse du pouvoir des successeurs de Charlemagne ne permet guère de croire à l'efficacité de ces prescriptions réitérées. Ainsi peut-on simplement retenir l'existence des coutumes relatives à l'exécution des voies de grande communication et en même temps des abus que l'autorité royale cherchait déjà vainement à réprimer.

### Évolution des moyens de transports
Les modifications portèrent sur les possibilités de traction. Les routes étaient désormais empruntées par des chariots à quatre roues, les bastarnae, tirés par quatre bœufs, soit pour le train des équipages, soit pour les marchandises. La capacité de traction était augmentée depuis le Xe siècle, le collier d'épaule à armature rigide prenant appui sur la base osseuse des omoplates. Le dispositif en file et l'attelage en tandem, la ferrure à clous augmentent la puissance du cheval, de même que l'introduction, sur les chariots, de roues reliées par des essieux, à la place de roues indépendantes qui perdaient leur parallélisme à chaque tournant.
La France se convertit aux chevaux et, dans quelques cas, aux mulets, dont le prix s'effondra entre le IXe et le XIIe siècle. La pleine maîtrise de la force musculaire du cheval, technologie largement diffusée dans la chrétienté latine occidentale, fut suivie de l'apparition et de la généralisation de la charrette à quatre roues, prélude aux réalisations du XIIIe siècle, dans le climat d'une progression démographique et d'une croissance des villes.

## État du réseau à la fin du haut Moyen Âge

### Le chevelu médiéval
À côté de ce qui subsistait de l'œuvre routière romaine, s'installa ce que certains appellent le «chevelu médiéval». Pour certains chercheurs, dès les invasions, pour toutes sortes de motifs, les autochtones « rouvrirent » les anciens chemins — type gaulois — tels en Bourgogne. Pour d'autres, délaissant la typologie légendaire des chaussées de Brunehaut qui participent au « mythe médiéval », il faut attendre la fin de l'époque carolingienne. Chaque petite ville, ancienne, nouvelle ou bastide, a organisé autour d'elle un réseau de chemins rayonnants.
Comme l'a montré Jean Hubert, les changements routiers peuvent provenir d'un changement de capitale. L'aspect politique est à la base du tracé des voies. Jouèrent pour les voies essentielles, la construction des châteaux forts et de villes neuves, le retour de l'ordre et de la sécurité, la montée en puissance de la vallée rhénane, le rôle grandissant des villes résidences. De son côté, le réseau régional monta en importance. Les liaisons rapprochées ont pour l'homme du Moyen Âge, en dehors du marchand et surtout du grand marchand, un intérêt beaucoup plus vif que les liaisons internationales. Pour le quotidien, le « chevelu » se substitue à la ligne droite, la multiplicité à l'unité.